# Église Saint-Jean-du-Baly de Lannion
L'église Saint-Jean-du-Baly est une église catholique située dans la ville de Lannion, en France.

## Localisation
L'église est située dans le département français des Côtes-d'Armor, sur la commune de Lannion.

## Historique
Elle a été construite dès le XIVe siècle puis modifiée aux XVe et XVIe siècles.
L'édifice est classé au titre des monuments historiques depuis 1907.

## Mobilier
- Chaire à prêcher du XVIIe siècle, classée monument historique au titre d'objet depuis le 5 août 1907[2].

## Galerie de photos

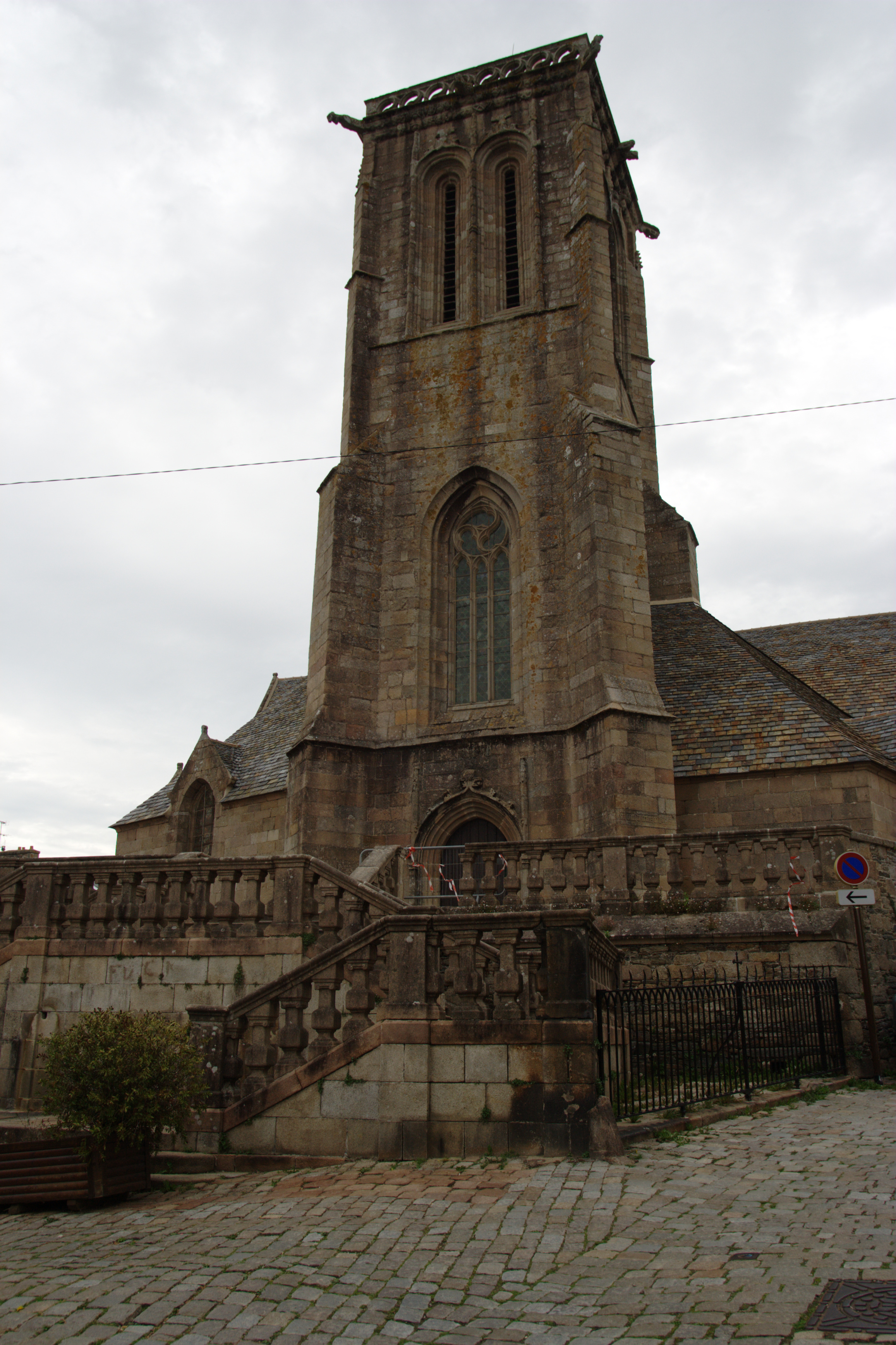
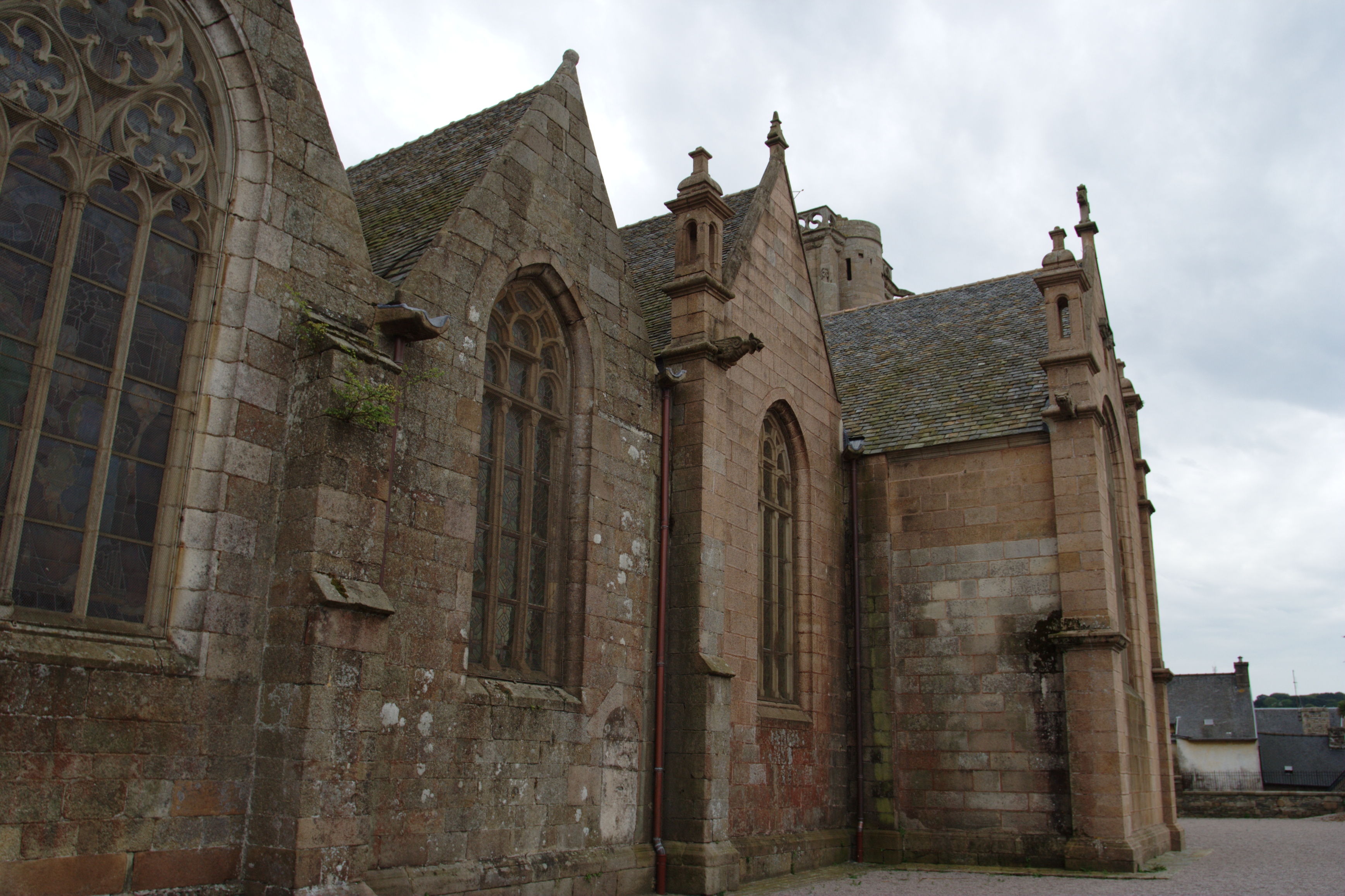
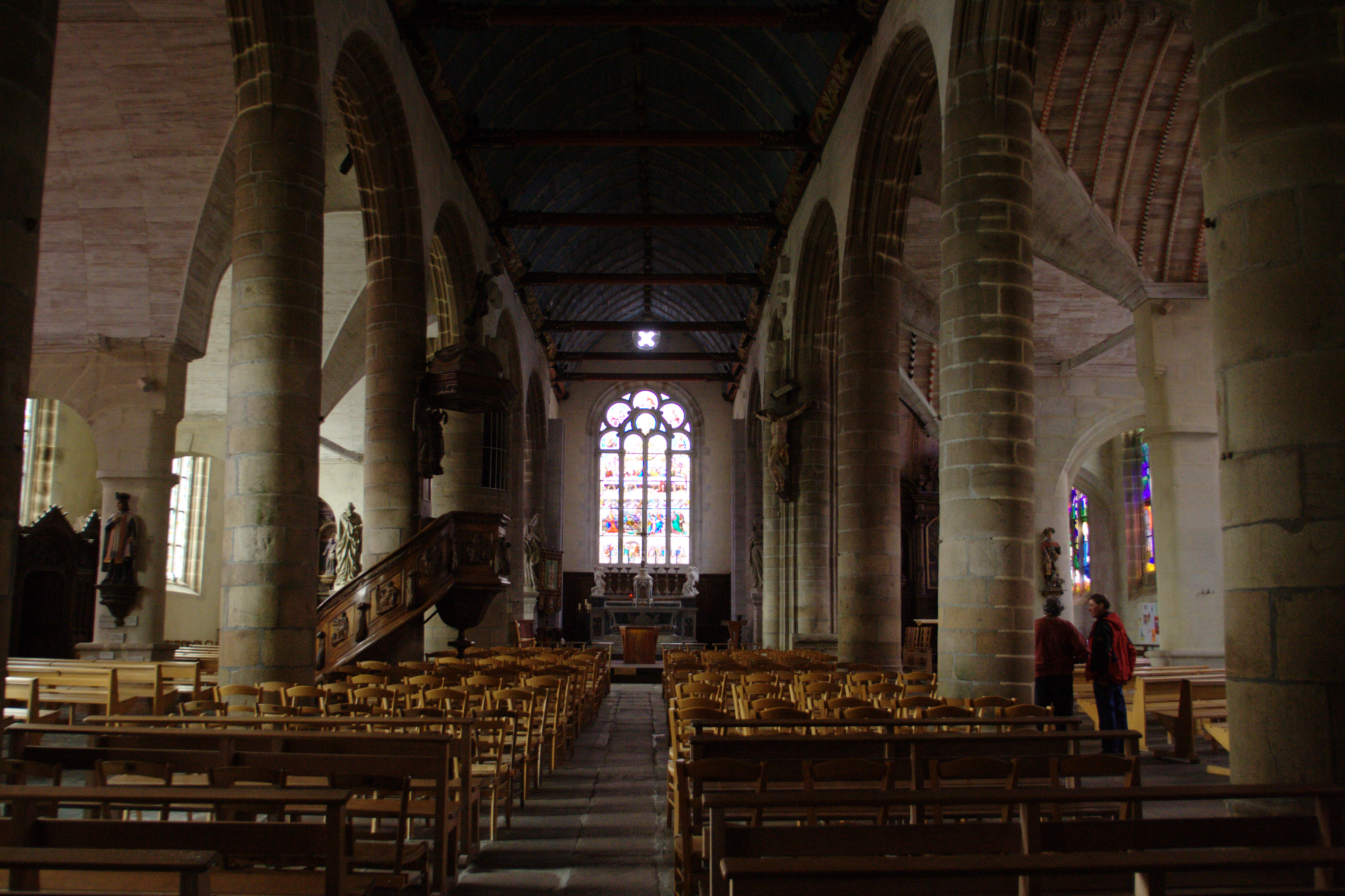
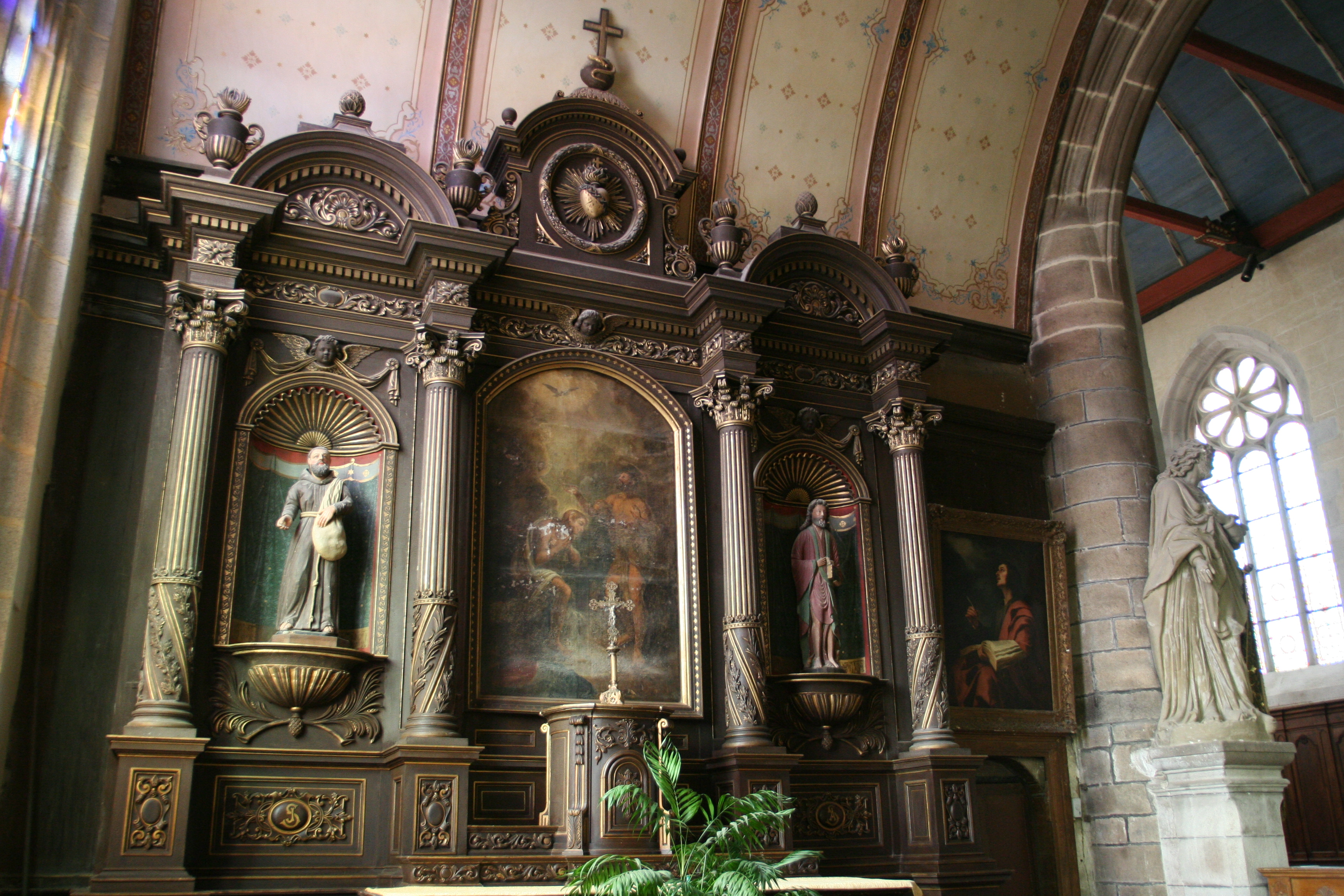